# Niles Caulder
Niles Caulder è un personaggio della serie televisiva Doom Patrol nonché capo dell'omonimo gruppo di metaumani.

## Caratteristiche
Niles viene descritto come un uomo di avanzata mezza età con le gambe paralizzate. Il suo personaggio viene molto spesso paragonato al Professor X in quanto entrambi hanno età simili ed entrambi si muovono in sedia a rotelle; entrambi sono al capo di un gruppo di metaumani, il Professor X con gli X-Men e Niles con la Doom Patrol.